# Tržní nika
Tržní nika (anglicky niche market) je pojem z marketingu. Nikou, neboli výklenkem, je myšlen určitý segment trhu.

## Původ slova
Původ slova nika je v italském výrazu nicchia [nykja], což znamená výklenek ve zdi. Z italštiny se pak slovo nicchia rozšířilo i do dalších jazyků, které si italskou psanou podobu přizpůsobily podle svých pravopisných i výslovnostních zvyklostí. České podobě slova nika odpovídá např. ve francouzštině podoba niche [nyš], v němčině Nische [nyše], v angličtině niche [nyš].

## Strategie tržní niky
Společnost, využívající strategii tržní niky, se zaměřuje na jeden, případně více úzkých segmentů trhu. Takový segment představují zákazníci, kteří vyžadují vysoce specializovaný produkt či službu. Pomocí této strategie se snaží firmy vyhnout přímé konkurenci velkých firem, obsluhujících široký tržní segment.
Tato strategie je vhodná především pro malé a začínající firmy, které nemají dostatečné prostředky k ovládnutí celého trhu. Umožňuje lépe zaměřit cílový segment, což je vlastně její podstatou. Zvlášť efektivní je pak v případě, kdy segment trhu je tak malý, že o něj velké firmy nejeví zájem.

## Ekologická tržní nika
Strategie ekologické tržní niky vychází z ekologické niky, která popisuje, jak jednotlivé druhy živočichů obsazují v ekosystému určité místo. Svými vlastnostmi brání vstupu jiných živočichů do jejich niky a tím i svou vlastní existenci. Cílem strategie v ekonomice je získání naprosté kontroly nad úzkou částí trhu a vytvoření situace, kdy firmy, které ji úspěšně praktikují, jsou imunní vůči konkurenci. Je tedy nepravděpodobné, že by na stejný trh vstoupil někdo jiný. Firma chce dosáhnout maximální zisk a že jí nezáleží na popularitě či slávě, je právě jejich anonymita pro ně výhodou.
Rozlišujeme tři strategie ekologické tržní niky:
- Strategie mýtní závory - po obsazení segmentu vytvoří firma závoru - bariéru vstupu pro ostatní firmy, např. patentovou ochranou.
- Strategie specializované odbornosti - obsazení segmentu vyžadující speciální odbornost, např. dodavatelé automobilek.
- Strategie specializovaného trhu - systematické vyhledání tržní niky na základě specializované odbornosti.

## Praktické příklady tržní niky

### Webové stránky
Niche market se dá velmi dobře aplikovat na internetu. Vytvořením specializovaných webových stránek, které se zabývají určitým problémem, nepřilákají sice tak velkou skupinu lidí jako univerzální známé weby, ale za to se na ně bude uživatel častěji vracet a čerpat z nich. Specializované webové stránky se mohou zabývat např. problematikou péče o psy, plánování svatby nebo stress management. Zkrátka jakákoliv problematika, ve které se budeme zabývat konkrétním tématem.

### Specializované firmy a obchodníci
Obchodníci prodávající zboží, které není běžně k dostání, aplikují také principy niche marketu. Může se jednat o produkty, které dovážejí ze Zahraničí, kde jsou naprosto běžným jevem, ale v tuzemsku jsou nedostatkovým zbožím nebo se prodávají dráž. Může jít také o nedostatkové nebo luxusní zboží či umělecké a ruční práce.
Firmy se mohou specializovat na určitý druh problému, jako jsou třeba design speciálních strojních zařízení, výškové práce nebo demolice budov. Jedná se tedy o firmy a obchodníky, kteří nabízejí konkrétní zboží či službu. Nejedná se o běžné stavební firmy, které vám postaví rodinný dům, ale o firmy, které se specializují třeba na výstavbu domů v horských oblastech.

### Vzdělávání
Všichni znají klasické základní, střední a vysoké školy, ale principy niche marketu se projevují u škol, které nabízejí naprosto odlišný způsob vzdělávání. Zaměřuje se na rodiče, kteří chtějí svého potomka nechat vzdělat jiným a často mnohem lepším způsobem. Příkladem je tzv. Montessori školský systém, který dbá na rozvíjení přirozených schopností. Děti zde mají uzpůsobené prostředí, kde mají svobodu v rozhodování a mohou si tak osvojit, rozvíjet a zdokonalovat své schopnosti. Nevýhodou těchto alternativních systémů je většinou vysoká cena.

### Poradenství a služby
Firmy často nabízejí obecně právní poradenství, ale niche market aplikují firmy nabízející poradenství specializované na konkrétní obor právo (např. rodinné právo). Totéž lze využít při prodeji léků, potravin nebo při odborné lékařské pomoci.

### Cestování
Cestovní kanceláře zaměřující se na konkrétní země nebo specifické dovolené také využívají niche market. Může jít pouze o zimní dovolené, poznávací zájezdy nebo zážitkové cestování. Jestliže má zákazník jasnou představu o své dovolené, raději vyhledá specializovanou cestovní kancelář, která mu dokáže vyhovět. Může si třeba přát lezení po skalách, sjíždění divokých řek anebo poznávací zájezd v Africe.

### Fitness a oblečení
Cvičení určené k hubnutí, posilování, zvýšení fyzické kondice nebo procvičování konkrétních partií těla. Všechny tyto specifické odnože fitness můžeme zařadit k tržní nice.
O oblečení platí totéž. Jsou značky a obchody specializující se na určitý sport, módní styl nebo velikost. Společnost Yonex je spojena se sportovním vybavením na badminton, golf a tenis. Wilson je spojena mj. s tenisem a Red Bull s adrenalinovými sporty. Jiné společnosti se zase mohou zabývat oblečením pro těhotné anebo pro miminka.

### Televizní kanály
Dalším příkladem niche market jsou televizní kanály. V Česku se začínají rozvíjet až v poslední době, kdy se soukromé televize začaly předhánět v nabídce programů a uvádějí na trh kanály specializující se na komedie, pořady pro ženy či muže. Ve Spojených státech existují kanály specializující se na určité sporty (ESPN, STAR Cricket, STAR Sports).

## Příklady využití v praxi

### Kavárny Starbucks
Starbucks je jedna ze společností, která dosáhla svého úspěchu i díky využívání tržní niky. Tehdejší ředitel společnosti Howard Schultz si v roce 1982 uvědomil tržní niku v provozování kaváren. Jednalo se o myšlenku, aby kavárny poskytovaly kávu určenou pro labužníky přímo zákazníkům s možností si je vzít s sebou. To se stalo strategií tržní penetrace (strategií proniknutí na trh) společnosti, která jí pomohla získat věrnou zákaznickou základnu. Kavárna už neměla prodávat pouze kávu, ale zejména zážitky, které jsou s její konzumací spojeny. Další fáze růstu Starbucksu se vyznačovala strategií rozvoje trhu. Stejný úspěšný postup aplikovala i v jiných městech na severozápadním pobřeží USA, posléze po celé Severní Americe a nakonec po celém světě.

### Luxusní automobily Ferrari, Rolls-Royce
Ferrari a Rolls-Royce jsou typickým příkladem využití tržní niky. Vozy této automobilky jsou zaměřeny na malou skupinu lidí (mikrosegment), kteří mají rádi rychlou jízdu, luxusní automobily a mohou si dovolit tento typ nákladného vozu. Tyto automobilky nabízí vysoce specializovaný produkt pro velmi úzkou skupinu uživatelů.

### Gramofony Thorens
Společnost je historicky známá řadou kvalitních gramofonů, které vyrábí. Výroba prvních gramofonových přístrojů zaočala v roce 1903. V letech 1950 až 1960 firma vyprodukovala gramofony mimořádné kvality, které jsou i dnes považovány za high-end audio a jsou vyhledávány po celém světě. Od roku 2006 Thorens pokračuje i ve výrobě gramofonových přístrojů pro přehrávání vinylových a 78rpm gramofonových desek. Tak objevila společnost velmi úzkou produktovou niku a i přes možnosti digitálních technologií stále podniká jako specializovaný výrobce zaměřený na vysoce kvalitní a spolehlivé přístroje. 

### Mobilní telefony Vertu
Mobilní telefony Vertu jsou high-end telefony, které zaplnily tržní niku velice luxusních mobilních telefonů pro movité zákazníky. Jedná se o nejdražší mobilní telefony na světě. Vertu je průkopníkem v oblasti ručně vyráběných mobilních telefonů pro luxusní trh. Všechny telefony Vertu jsou sestavovány v mateřské dílně v Anglii a jsou výsledkem řemeslnických dovedností. Mobilní telefony jsou exkluzivně k dostání v nejlepších hodinářstvích a klenotnictvích, opravdu luxusních obchodních domech. Telefon si můžete také koupit v několika prodejnách luxusních automobilů a samozřejmě přímo ve specializovaných značkových Vertu prodejnách (jedna se nachází i v Praze).